# 諾斯萊克 (伊利諾伊州)
諾斯萊克（英語：Northlake）是一個位於美國伊利諾伊州庫克縣的城市。

## 地理
諾斯萊克的座標為41°54′45″N 87°54′03″W / 41.91250°N 87.90083°W，而該地的平均海拔高度為197米（即646英尺）。

## 人口
根據2010年美國人口普查的數據，諾斯萊克的面積為8.20平方千米，當中陸地面積為8.20平方千米，而水域面積為0.00平方千米。當地共有人口12323人，而人口密度為每平方千米1,502.8人。